# Аятское сельское поселение
Аятское се́льское поселе́ние — муниципальное образование в Варненском районе Челябинской области Российской Федерации. В рамках административно-территориального устройства муниципальное образование  соответствует административно-территориальной единице Аятский сельсовет.
Административный центр — посёлок Арчаглы-Аят.

## История
Статус и границы сельского поселения установлены Законом Челябинской области от 9 июля 2004 года № 240-ЗО «О статусе и границах Варненского муниципального района и сельских поселений в его составе».

## Население
| 2002  | 2010  | 2011  | 2012  | 2013  | 2014  | 2015  |
| ----- | ----- | ----- | ----- | ----- | ----- | ----- |
| 2735  | ↘1964 | ↘1958 | ↘1884 | ↘1817 | ↘1731 | ↘1708 |
| 2016  | 2017  | 2018  | 2019  | 2020  | 2021  |       |
| ↘1662 | ↘1616 | ↘1591 | ↘1572 | ↘1509 | ↗1510 |       |

## Состав сельского поселения
| № | Населённый пункт | Тип населённого пункта          | Население |
| - | ---------------- | ------------------------------- | --------- |
| 1 | Алакамыс         | посёлок                         | ↘184      |
| 2 | Александровка    | село                            | ↘450      |
| 3 | Арчаглы-Аят      | посёлок, административный центр | ↘1231     |
| 4 | Маслоковцы       | посёлок                         | ↘99       |